# Brunntal
Brunntal (mundartlich Brunndl) ist ein Ortsteil der Gemeinde Werbach im Main-Tauber-Kreis in Baden-Württemberg.

## Geographie

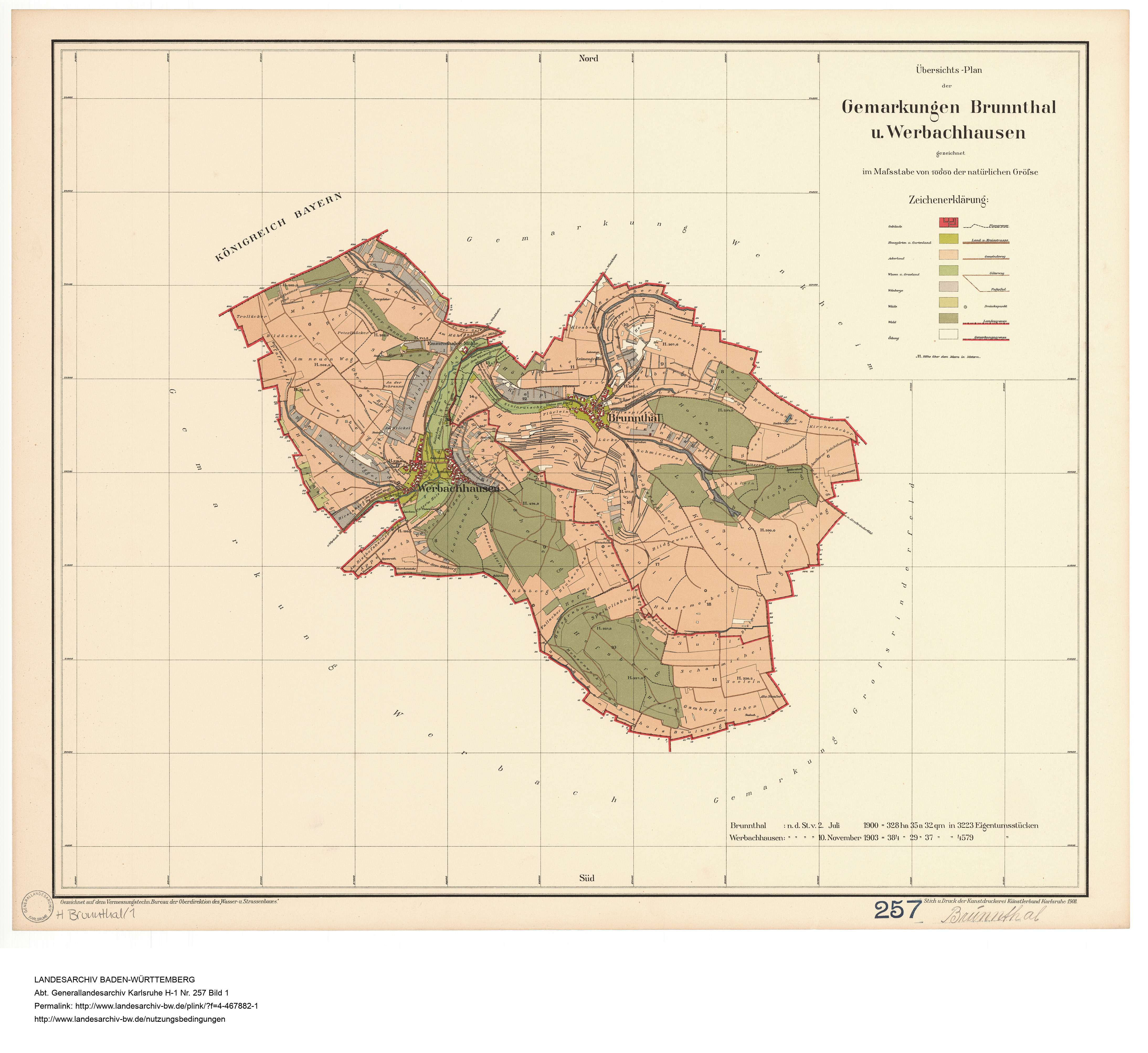
Die Gemarkung von Brunntal, 1908, daneben die Gemarkung von Werbachhausen

Brunntal liegt als kleines und locker gebautes Dorf am Zusammenfluss mehrerer Seitenbäche des Welzbachs. Seit 1976 bestand das Neubaugebiet Kapf. In Brunntal liegen Teile des Wasserschutzgebiets Welzbachtal (WSG-Nr. 128131), das mit einer Verordnung vom 3. Februar 2004 eingerichtet wurde und insgesamt 2.442,43 ha umfasst.

## Geschichte
Brunntal wurde im Jahre 1222 erstmals als Brunnenthal erwähnt, als eine Schenkung des Manegold von Königheim an das Neumünster in Würzburg beurkundet wurde. Der Ort entstand vermutlich erst als hochmittelalterliche Kleinsiedlung. Die Herrschaftsentwicklung verlief wohl parallel zu Werbach. Ein eigener Ortsadel wird in einer Tauschurkunde von 1352 erwähnt; auch das Kloster Bronnbach hatte zu dieser Zeit Besitz in Brunntal. Um 1537 hatten die Landgrafen von Leuchtenberg Besitztümer in Brunntal.
Zu Beginn des Dreißigjährigen Krieges wütete die Pest in Brunntal und ließ nur sieben Menschen am Leben. Ein Bildstock von 1624 an der Gemarkungsgrenze zu Wenkheim erinnert daran.
Brunntal gehörte bis 1803 zu Kurmainz, dann kurzzeitig zum Fürstentum Leiningen und wurde schließlich 1806 in das Großherzogtum Baden eingegliedert. Im Rahmen der baden-württembergischen Kommunalreform wurde am 31. Dezember 1973 aus den bis dahin selbstständigen Gemeinden Brunntal, Wenkheim, Werbach und Werbachhausen die neue Gemeinde Werbach im Main-Tauber-Kreis gebildet.
Bei einer vom Land Baden-Württemberg finanziell unterstützten großen Dorfsanierung von 1984 bis 1994 beteiligten sich die Kommune und fast alle Haushalte. Mit dem Brunnenplatz und dem Bildstockplatz wurden zwei Ortsmittelpunkte geschaffen. 1992 nahm Brunntal am Landeswettbewerb Unser Dorf soll schöner werden teil und erzielte den ersten Platz (von 26 Bewerbern). Bei der erneuten Teilnahme 1993 wurde Brunntal Dritter.

## Religion
Kirchlich gehörte Brunntal einst zu Wenkheim, seit 1938 gehört die Kirche St. Michael jedoch Filialkirche zu Werbachhausen.

### Kulturdenkmale

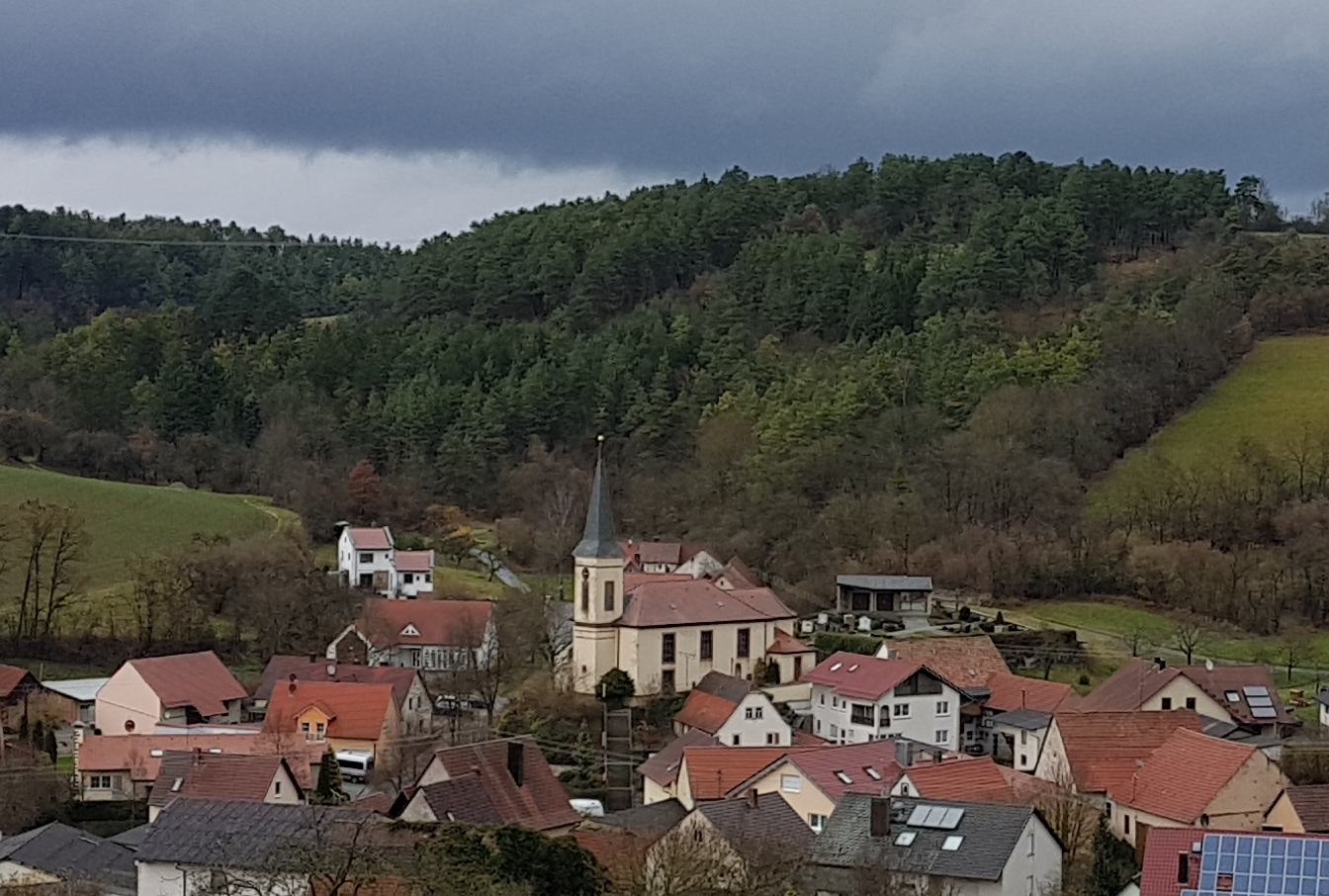
Blick auf die Pfarrkirche St. Michael in Brunntal (2017)

## Kultur und Sehenswürdigkeiten

### Pfarrkirche St. Michael
Die katholische Kirche St. Michael des Ortes verfügt über eine Ignaz-Dörr-Orgel aus dem Jahre 1868, die von 2007 bis 2008 restauriert wurde. Der Hochaltar stammt aus der Würzburger Universitätskirche.

### Veranstaltungen
Regional ist der Ort für das von der Feuerwehr veranstaltete Vatertagsfest an Christi Himmelfahrt bekannt.

### Bücherschrank
Im Wiesengrund gibt es einen öffentlichen Bücherschrank.

## Wappen
Die Blasonierung des Brunntaler Wappens lautet:  In Silber auf grünem Boden ein roter Brunnen. Das Brunntaler Wappen entspricht dem spiegelverkehrten Wappen von Schönbrunn (Baden).